# Jesenica, Cerkno
Jesenica este o localitate din comuna Cerkno, Slovenia, cu o populație de 97 de locuitori.